# Etlingera polycarpa
Etlingera polycarpa là một loài thực vật có hoa trong họ Gừng. Loài này được (K.Schum.) A.D.Poulsen mô tả khoa học đầu tiên năm 2003.